# Mrebet (plaats)
Mrebet is een bestuurslaag in het regentschap Purbalingga van de provincie Midden-Java, Indonesië. Mrebet telt 2054 inwoners (volkstelling 2010).